# Марк Помпей Макрин Неот Теофан
Вижте пояснителната страница за други личности с името Марк Помпей.
Марк Помпей Макрин Неот Теофан (на латински: Marcus Pompeius Macrinus Neos Theophanes) e политик и сенатор на Римската империя през края на 1 и началото на 2 век.
През 115 г. той е суфектконсул с неизвестен колега.